# Robert Alan Mowbray Stevenson
Pour les articles homonymes, voir Stevenson.
Robert Alan Mowbray Stevenson (28 mars 1847, Édimbourg, Écosse – 18 avril 1900, Chiswick, Angleterre) est un critique d'art britannique. 
Fils du concepteur de phares, Alan Stevenson, il est le cousin de l'écrivain Robert Louis Stevenson, avec lequel il mène vers 1870 une vie estudiantine assez débauchée.